# Alex Molčan
Alex Molčan (Prešov, 1º dicembre 1997) è un tennista slovacco.
Il suo miglior ranking ATP in singolare è il 38º posto raggiunto nel maggio 2022. Vanta tre finali nel circuito ATP e alcuni titoli nei tornei minori. Ha esordito nella squadra slovacca di Coppa Davis nel 2021.

## Carriera

### Juniores
Debutta nell'ITF Junior Circuit nel gennaio 2012 e vince il primo titolo nel torneo di doppio Grade 4 di Bergheim nel gennaio 2013. Nell'agosto successivo conquista il primo titolo in singolare al Grade 4 di Žilina. Tra i giocatori da lui sconfitti da juniores vi sono Aleksandr Bublik, Alex de Minaur, Hubert Hurkacz, Kamil Majchrzak, Tommy Paul e Mikael Ymer. Chiude la sua esperienza tra gli juniores nell'agosto 2015 con 4 titoli in singolare e 6 in doppio, ma il risultato più prestigioso è la finale disputata nel torneo di doppio ragazzi in coppia con Hurkacz all'Australian Open 2015. Il suo miglior ranking di categoria è il 18º posto nel marzo 2015.

### 2014-2017, primi titoli ITF
Fa la sua prima esperienza tra i professionisti nel circuito ITF al torneo Futures Greece F3 nel marzo 2014 e viene sconfitto al primo turno. Nel settembre 2015 disputa il suo primo torneo Challenger a Trnava e raggiunge il secondo turno. Un mese più tardi gioca e perde la prima finale da professionista al Futures Turkey F41. Nel febbraio successivo conquista il primo titolo nel torneo di doppio del Futures Turkey F6, mentre il primo trofeo in singolare arriva nell'ottobre 2016 con la vittoria su Nikola Milojević nella finale del Turkey F41. Nel 2017 vince due tornei in singolare nei tornei ITF Egypt F7 e Czech Republic F5. Un infortunio al polso lo costringe a operarsi nell'ottobre del 2017 e a una lunga convalescenza fino al marzo del 2018.

### 2018-2020, prime finali Challenger e top 300
Rientra nel circuito nell'aprile del 2018 ma dopo il primo incontro giocato deve osservare un nuovo periodo di riposo per uno stiramento ai muscoli addominali. Torna a giocare in luglio e si ritrova oltre la 1000ª posizione nel ranking, avendo perso durante le convalescenze più di 600 posizioni. A fine mese vince il primo di 3 tornei ITF consecutivi disputati in singolare in Slovacchia. Conferma il buon momento di forma raggiungendo la sua prima finale Challenger in settembre a Siviglia, persa in 2 set contro Kimmer Coppejans. Questi risultati lo fanno salire al 362º posto della classifica mondiale, suo nuovo best ranking. Abbandona quasi del tutto i tornei ITF e si concentra sui Challenger, chiudendo la stagione con 4 sconfitte consecutive. Inizia il 2019 disputando i quarti a Budapest e nei tornei successivi raccoglie soprattutto sconfitte. La serie negativa si interrompe in estate, in giugno raggiunge la finale in doppio al Bratislava Open e grazie alla semifinale in singolare giocata a Ludwigshafen fa il suo ingresso nella top 300. In settembre raggiunge la semifinale anche a Sibiu. In ottobre porta il suo best ranking alla 282ª posizione. Nella prima parte del 2020 non va oltre un terzo turno nei Challenger e dopo la lunga pausa del tennis mondiale per la pandemia di COVID-19 si mette in luce solo in doppio arrivando in finale a Bratislava in novembre.

### 2021, prima finale ATP, primi titoli Challenger e top 100
Nel gennaio 2021 si qualifica per la prima volta al tabellone principale di un torneo ATP all'Antalya Open e viene eliminato al primo turno. Il mese dopo alza il suo primo trofeo Challenger in carriera vincendo il doppio in coppia con Lukáš Klein al torneo di Cherbourg. Risale la classifica in singolare con altri discreti risultati nei Challenger e in marzo supera le qualificazioni anche al torneo ATP di Marsiglia. In maggio ottiene il risultato più importante da inizio carriera all'ATP 250 di Belgrado, dove parte dalle qualificazioni e si spinge fino alla finale, dopo aver superato in semifinale il nº 52 ATP Federico Delbonis, primo top 100 da lui sconfitto. Nell'incontro per il titolo perde 3-6, 4-6 contro il padrone di casa e nº 1 del mondo Novak Đoković, e il giorno dopo si ritrova al 181º posto del ranking. Il mese successivo viene sconfitto da Federico Coria nella finale del Challenger di Prostějov e fissa il nuovo best ranking al 158º posto. Fa la sua prima esperienza in una prova del Grande Slam sfiorando la qualificazione al tabellone principale di Wimbledon, sconfitto per 5-7 al quinto set nell'incontro decisivo da Antoine Hoang. Subito dopo fa il suo esordio in una prova dell'ATP Tour 500 superando le qualificazioni ad Amburgo; al primo turno ha la meglio su Gianluca Mager e viene eliminato in tre set al secondo dal nº 43 ATP Dušan Lajović.
Sale al 136º posto del ranking aggiudicandosi il suo primo Challenger in carriera in singolare a Liberec, dove in finale concede un solo gioco al padrone di casa Tomáš Macháč. Supera per la prima volta le qualificazioni in una prova dello Slam agli US Open, eliminando nell'ordine Kimmer Coppejans, Zdeněk Kolář e Gastão Elias. Si spinge quindi fino al terzo turno con i successi su Cem Ilkel e Brandon Nakashima, che supera al quinto set, e viene eliminato dal nº 14 ATP Diego Schwartzman. A settembre fa il suo esordio nella squadra slovacca di Coppa Davis in occasione della sfida persa 3-1 con il Cile e viene sconfitto da Cristian Garín nell'unico incontro disputato. Continua a guadagnare posizioni nel ranking  e con le semifinali raggiunte nei Challenger di Barcellona, Bergamo e Bratislava, l'8 novembre diventa per la prima volta il giocatore slovacco con la migliore classifica e la settimana successiva sale al 103º posto. Subito dopo si aggiudica il Challenger di Helsinki battendo in finale João Sousa e fa il suo ingresso nella top 100, in 87ª posizione.

### 2022, due finali ATP e top 40
All'esordio stagionale raggiunge i quarti di finale all'ATP 250 di Melbourne con i successi su Andreas Seppi e David Goffin prima di essere sconfitto da Emil Ruusuvuori. A fine torneo guadagna 14 posizioni nella classifica mondiale e si trova alla 74ª, nuovo best ranking. Entra nel tabellone principale agli Australian Open per diritto di classifica, al suo esordio assoluto nel torneo supera Roman Safiullin e viene eliminato al secondo turno da Pablo Andujar. Raggiunge il secondo turno anche a Doha e a Dubai e a inizio marzo sale al 65º posto mondiale. Quegli stessi giorni viene trovato positivo a un test del COVID-19 e deve rinunciare all'incontro di Coppa Davis contro l'Italia. Rientra un mese dopo all'ATP 250 di Marrakesh, elimina al primo turno Stefano Travaglia e al secondo supera al tie-break del set decisivo il nº 9 del mondo Félix Auger-Aliassime, primo top 10 sconfitto in carriera; accede quindi alla seconda finale ATP in carriera con i successi su van de Zandschulp e Đere. Nell'incontro che assegna il titolo viene sconfitto in tre set da David Goffin e a fine mese sale alla 46ª posizione mondiale. Dopo la sconfitta in tre set contro il nº 7 del mondo Casper Ruud al secondo turno a Monaco di Baviera, arrivano le deludenti eliminazioni al primo turno di qualificazione nei Masters di Madrid e Roma; alla vigilia del torneo romano arriva l'annuncio il suo allenatore Karol Beck sarà affiancato da Marián Vajda, lo storico coach di Djokovic, dal quale si è separato due mesi prima. Vajda lascerà il team di Molčan l'anno successivo.
Molčan raggiunge la finale al successivo ATP 250 di Lione, elimina tra gli altri i top 30 Karen Chačanov e in semifinale Alex de Minaur e viene sconfitto dal nº 11 del mondo Cameron Norrie con il punteggio di 3-6, 7-6, 1-6. A fine torneo porta il best ranking al 38º posto, anche se quella settimana gli vanno in scadenza i punti guadagnati con la finale di Belgrado l'anno prima e retrocede al 46º. Fa quindi il suo esordio al Roland Garros, al primo turno sconfigge Federico Coria e viene eliminato al secondo da Djokovic. Sull'erba di Maiorca supera al primo turno il nº 30 ATP Miomir Kecmanović e viene subito battuto da Tallon Griekspoor. Fa il suo esordio assoluto anche nel main draw di Wimbledon, e dopo i successi su Marcos Giron e Pedro Martínez viene sconfitto al terzo turno da Taylor Fritz. Si spinge fino in semifinale al prestigioso torneo di Amburgo, elimina tra gli altri il campione uscente Pablo Carreño Busta e crolla nel match contro Carlos Alcaraz dopo aver perso il primo set al tie-break. Nei restanti tornei stagionali non supera mai il secondo turno.

### 2023, una semifinale ATP e uscita dalla top 100
Al secondo turno degli Australian Open 2023 viene eliminato da Félix Auger-Aliassime dopo aver vinto i primi due set. Torna a mettersi in luce a marzo con il successo sul nº 20 del mondo Borna Ćorić a Indian Wells ed esce di scena al terzo turno. Anche al Miami Open raggiunge il terzo turno e si ritira dal torneo prima di giocare l'incontro. Si spinge fino alla semifinale al successivo ATP di Banja Luka e viene sconfitto da Andrej Rublëv. Viene quindi eliminato al secondo turno nei Masters di Madrid e Roma e al Roland Garros. Dopo la sconfitta in semifinale al Challenger di Bratislava colleziona altre 4 sconfitte al primo turno, tra le quali quella a Wimbledon, e a luglio esce dalla top 100.
Si spinge fino ai quarti a Kitzbühel e viene eliminato dal vincitore del torneo Sebastián Báez. Al primo turno degli US Open perde al tie-break del quinto set contro il nº 18 ATP Grigor Dimitrov dopo aver vinto i primi due parziali. È protagonista nella sfida di Coppa Davis vinta 3-1 ad Atene contro la Grecia imponendosi in entrambi i singolari, tra cui quello contro il nº 5 del mondo Stefanos Tsitsipas. Il miglior risultato di fine stagione è la semifinale raggiunta al Challenger 125 di Olbia e chiude l'anno in 119ª posizione.

### 2024-2025, crollo nel ranking
Nei primi mesi del 2024 raccoglie soprattutto delusioni, l'unico risultato di rilievo è la vittoria a febbraio in Coppa Davis su Dusan Lajovic nel trionfo slovacco per 4-0 in casa della Serbia. A maggio esce dalla top 200 e si ritira durante la semifinale al Prague Open. Il mese successivo inizia un periodo di inattività, rientra a fine agosto quando è sceso alla 344ª posizione e subito raggiunge un'altra semifinale Challenger. Gioca pochi altri tornei nel finale di stagione, nel 2025 fa la sua prima apparizione a marzo, perde al primo turno di un torneo ITF ed esce dalla top 600. Rientra nella top 500 vincendo tre tornei ITF consecutivi tra aprile e maggio. 

## Statistiche
Aggiornate al 30 giugno 2025.

### Singolare

#### Finali perse (3)
| Legenda              |
| Grande Slam (0)      |
| ATP Finals (0)       |
| ATP Masters 1000 (0) |
| ATP Tour 500 (0)     |
| ATP Tour 250 (3)     |

| N. | Data           | Torneo                                     | Superficie  | Avversario in finale | Punteggio        |
| 1. | 29 maggio 2021 | Belgrade Open, Belgrado                    | Terra rossa | Novak Đoković        | 4-6, 3-6         |
| 2. | 10 aprile 2022 | Grand Prix Hassan II, Marrakech            | Terra rossa | David Goffin         | 6-3, 3-6, 3-6    |
| 3. | 21 maggio 2022 | Open Parc Auvergne-Rhône-Alpes Lyon, Lione | Terra rossa | Cameron Norrie       | 3-6, 7–6(3), 1-6 |

### Tornei Challenger

#### Singolare

##### Titoli (2)
| N. | Data             | Torneo                | Superficie  | Avversario in finale | Punteggio |
| 1. | 8 agosto 2021    | Liberec Open, Liberec | Terra rossa | Tomáš Macháč         | 6–0, 6–1  |
| 2. | 21 novembre 2021 | Tali Open, Helsinki   | Cemento (i) | João Sousa           | 6–3, 6–2  |

##### Finali perse (2)
| Nº | Data             | Torneo                 | Superficie   | Avversario in finale | Punteggio   |
| 1. | 8 settembre 2018 | Copa Sevilla, Siviglia | Terra gialla | Kimmer Coppejans     | 6(2)–7, 1–6 |
| 2. | 19 giugno 2021   | Czech Open, Prostějov  | Terra rossa  | Federico Coria       | 6(1)–7, 3–6 |

#### Doppio

##### Titoli (1)
| Nº | Data             | Torneo                          | Superficie  | Compagno    | Avversari in finale           | Punteggio        |
| 1. | 14 febbraio 2021 | Challenger La Manche, Cherbourg | Cemento (i) | Lukáš Klein | Albano Olivetti Antoine Hoang | 1–6, 7–5, [10–6] |

## Risultati in progressione
| V | F | SF | QF | #T | RR | Q# | A | Z# | PO | O | F-A | SF-B | ND |

(V) Torneo vinto; raggiunto (F) finale, (SF) semifinale, (QF) quarti di finale, (#T) turni 4, 3, 2, 1; (RR) round - robin; (Q#) Turno di qualificazione; (A) assente dal torneo; (Z#) Zona gruppo Coppa Davis/Fed Cup (con indicazione numero); (PO) play-off Coppa Davis o Fed Cup; vinto un (O) oro, (F-A) argento o (SF-B) bronzo ai Giochi Olimpici; (ND) torneo non disputato.

Statistiche aggiornate al 4 aprile 2022
| Torneo                 | 2021 | 2022  | 2023  | 2024 | Titoli | V-S   |
| Tornei del Grande Slam |      |       |       |      |        |       |
| Australian Open        | A    | 2T    | 2T    | Q3   | 0 / 2  | 2–2   |
| Roland Garros          | A    | 2T    | 2T    | Q1   | 0 / 2  | 2–2   |
| Wimbledon              | Q3   | 3T    | 1T    | A    | 0 / 2  | 2–2   |
| US Open                | 3T   | 1T    | 1T    | A    | 0 / 3  | 2–3   |
| Vittorie-Sconfitte     | 2–1  | 4-4   | 2-4   | 0-0  | 0 / 9  | 8–9   |
| Nazionale              |      |       |       |      |        |       |
| Coppa Davis            | 1T   | GI    | GI    | PO   | 0 / 4  | 5–2   |
| Vittorie–Sconfitte     | 0–1  | 2–0   | 2–1   | 1–0  | 0 / 4  | 5–2   |
| Statistiche Carriera   |      |       |       |      |        |       |
|                        | 2021 | 2022  | 2023  | 2024 | Totale | V–S   |
| Finali ATP disputate   | 1    | 2     | 0     | 0    | 3      | N/A   |
| Tornei ATP vinti       | 0    | 0     | 0     | 0    | 0      | N/A   |
| Vittorie-Sconfitte     | 7–6  | 26–20 | 16–17 | 1–1  | N/A    | 50–44 |
| Ranking a fine anno    | 88   | 50    | 119   | 472  | N/A    | N/A   |

## Vittorie contro giocatori top 10
| Anno     | 2021 | 2022 | 2023 | Totale |
| -------- | ---- | ---- | ---- | ------ |
| Vittorie | 0    | 1    | 1    | 2      |

| #    | Giocatore             | Rank | Evento                          | Superficie  | Turno | Punteggio        |
| ---- | --------------------- | ---- | ------------------------------- | ----------- | ----- | ---------------- |
| 2022 |                       |      |                                 |             |       |                  |
| 1.   | Félix Auger-Aliassime | 9    | Grand Prix Hassan II, Marrakech | Terra rossa | 2T    | 6–4, 2–6, 7–6(7) |
| 2023 |                       |      |                                 |             |       |                  |
| 2.   | Stefanos Tsitsipas    | 5    | Coppa Davis, Atene              | Cemento     | GI    | 7–6(6), 4–6, 6–3 |